# Igreja de São Francisco Xavier de Monticello

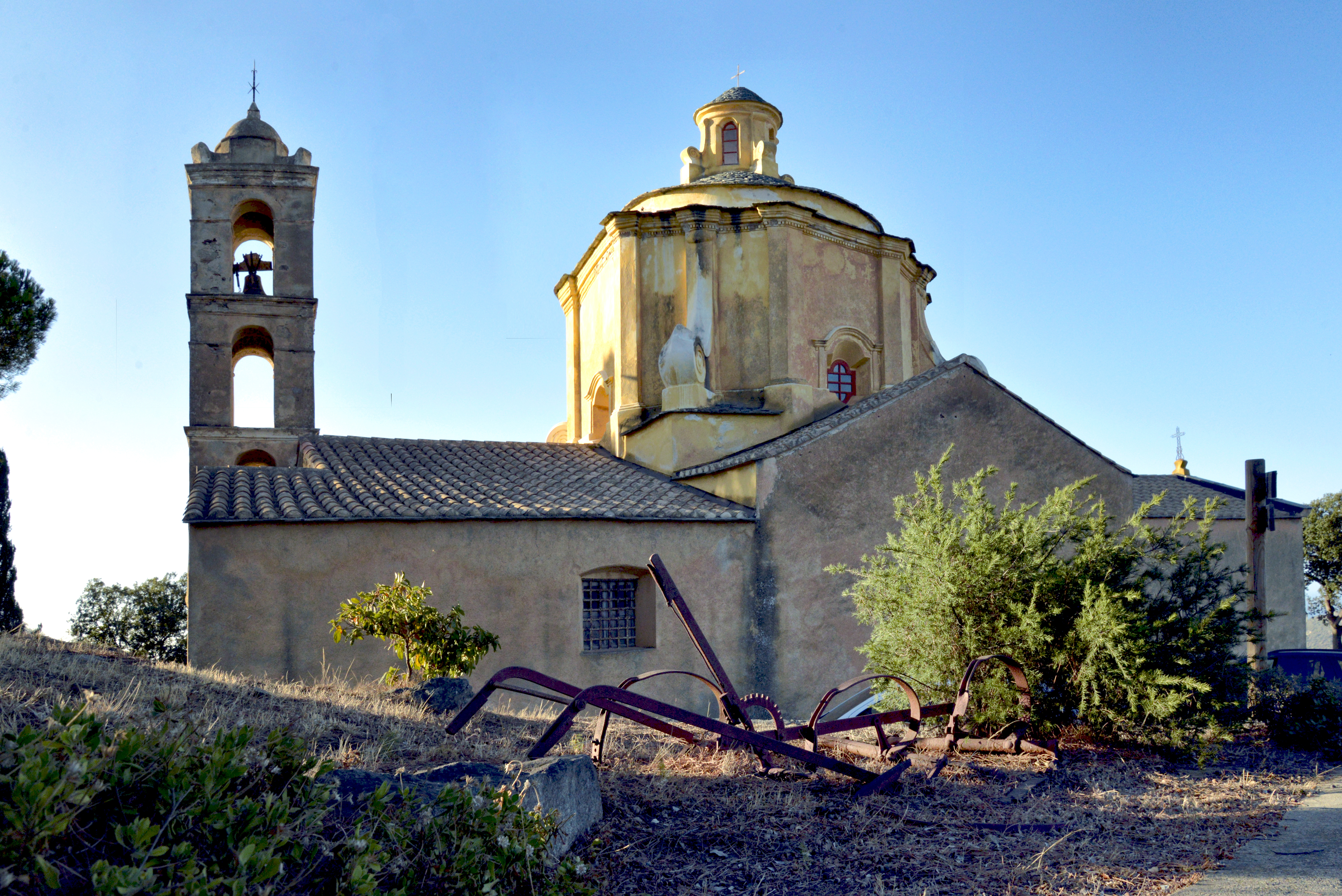
Igreja de São Francisco Xavier de Monticello

Igreja de São Francisco Xavier de Monticello é uma igreja em Monticello, Haute-Córsega, Córsega. O edifício foi classificado como Monumento Histórico em 1992.